# Kỹ thuật Milano

#### TRƯỜNG HỌC
Đại học Bách khoa Milan (Politecnico di Milano), Ý

#### QUỐC GIA
Ý

#### NGÀNH
Cơ khí và Công nghệ, Hóa học, Kiến trúc và Môi trường xây dựng, Kinh tế, Kỹ thuật y sinh, Năng lượng và Môi trường, Quản trị, Thiết kế, Toán học, Vật chất và Vật liệu, Vật lý lý thuyết, điện tử

#### BẬC HỌC
Sau Đại Học, Đại học, Cao đẳng

Đại học Bách khoa Milan (tiếng Ý: Politecnico di Milano) là trường đại học kỹ thuật lớn nhất ở Ý, với khoảng 42.000 sinh viên. Trường đào tạo các khóa học đại học, cao học và sau đại học về kỹ thuật, kiến trúc và thiết kế. Thành lập năm 1863, đây là trường đại học lâu đời nhất ở Milan.
Lịch sử hình thành:
Politecnico được thành lập vào 29/11/1863 bởi Francesco Brioschi, thư ký Bộ Giáo dục và Hiệu trưởng Đại học Pavia. Đây là trường đại học lâu đời nhất ở Milan. Tên ban đầu của trường là Istituto Tecnico Superiore (Học viện Kỹ thuật tiên tiến) và Kỹ thuật Công nghiệp - Dân sự là ngành duy nhất được giảng dạy. Kiến trúc, chuyên ngành chính thứ hai tại Politecnico, được giới thiệu vào năm 1865.
Chỉ có 30 sinh viên nhập học tại Đại học Bách khoa Milan vào năm thành lập đầu tiên. Qua nhiều thập kỷ hoạt động, hầu hết sinh viên tại trường đều là nam giới: nữ sinh viên đầu tiên của Politecnico tốt nghiệp vào năm 1913.
Cho đến nay, trường đã giảng dạy thêm nhiều ngành nghề mới và kể từ năm 2014, mọi chương trình học đều được thực hiện bằng tiếng Anh.
Thành tựu:
Đại học Bách khoa Milan:
- #1 trong số các trường Kỹ thuật và thuộc top các trường đại học lớn nhất nước Ý theo bảng xếp hạng CENSIS-Repubblica Italian University năm 2011-2012.
- #170 thế giới trong QS World University Rankings.
- #7 về Thiết kế, 14 về Kiến trúc, #24 về Kỹ thuật và Công nghệ theo QS World.

Khuôn viên:
- Milan Leonardo:

Khuôn viên Leonardo là khuôn viên chính và lâu đời nhất của trường, bao gồm các văn phòng điều và hầu hết các phòng nghiên cứu khoa.
Main Building
Piazza Leonardo da Vinci là tòa nhà đầu tiên được xây dựng trong khuôn viên vào năm 1927.
- Milan Bovisa:

Khuôn viên này nằm ở quận Bovisa của Milan và bắt đầu hoạt động vào năm 1989; Milan Bovisa hiện nay bao gồm khuôn viên Durando, khánh thành năm 1994, và khuôn viên La Masa, mở cửa vào năm 1997.
Cổng vào khuôn viên Durando
Trường Thiết kế - công trình chính trong khuôn viên Durando
La Masa - nơi tọa lạc của các khoa Công nghiệp, Cơ khí, Phi cơ, Kỹ thuật năng lượng.
Khóa học/ Ngành học/ Bậc học:
Các ngành học được đào tạo ở cả bậc Đại học và Sau đại học tại trường:
- Kiến trúc và Đô thị học
- Kiến trúc, Môi trường xây dựng và Kỹ thuật xây dựng
- Hóa học, Vật liệu và Kỹ thuật hóa học
- Thiết kế
- Điện tử, Thông tin và Kỹ thuật sinh học
- Năng lượng
- Vật lý
- Kỹ thuật Dân sự và Môi trường
- Quản trị, Kinh tế và Kỹ thuật công nghiệp
- Toán
- Cơ khí
- Khoa học vũ trụ và Công nghệ

Học bổng/Học phí:
Thông tin chi tiết về học phí các chương trình học và các chi phí khác xem thêm tại Đây.
Thông tin các chương trình tài trợ, học bổng của trường xem thêm tại Đây.
Khám phá hình ảnh trường:
Qua các kênh:
- Facebook
- Instagram

Liên hệ:
- Website: https://www.polimi.it/en/home/.
- Phone: +39.02.2399.2206

Địa chỉ:
Polytechnic University of Milan
Piazza Leonardo da Vinci, 32
20133 Milano
Italy
Email:
socialmedia@polimi.it
Đại diện trường tại Việt Nam:
N/A

https://scholarshipplanet.info/vi/university/dai-hoc-bach-khoa-milan-politecnico-di-milano-y/